# Teresa Brewer
Teresa Brewer (Toledo, 1931. május 7. – New Rochelle, 2007. október 17.), amerikai énekesnő, filmszínésznő. Pop, country, dzsessz, R&B, musical dalokat is énekelt.

## Pályafutása
Öt testvére közül a legidősebb volt. Apja a Libbey Owens Company (ma: Pilkington Glass) nevű cégnél dolgozott, anyja pedig háziasszony volt. Még nagyon kis gyerek korában édesanyja bevitte egy rádióműsorba. Fel kellett lépnie a szponzor által adott süteményekért cserébe. És bár soha nem vett énekleckéket, és nem tanult sztepptáncot − ment neki. Így ötéves korától tizenkét éves koráig turnézott a Major Bowes Amateur Hour-ral (ami egy akkor népszerű rádióműsor volt); énekelt és táncolt.
Aztán egy ügynök, (Richie Lisella) hallotta énekelni, és leszerződtette a London Records-hoz. 1949-ben felvették a Copenhagen című dalt a Dixieland All-Stars-szal a lemez A oldalára, a B oldalra pedig a Zene! Zene! Zene! című dalt. Váratlanul ez a lemezoldal futott be: több mint egymillió példányban kelt el. Egy másik dala, a Choo'n Gum 1950-ben bekerült a legjobb 20-ba.
1951-ben Brewer kiadót váltott, és a Coral Recordshoz ment. Mivel soha nem tanult meg kottát olvasni, demókat küldött nekik. Az 1950-es évek közepén számos rhythm and blues feldolgozást készített.
1953-ban szereplője volt a The Redheads from Seattle filmmusicalben (természetes vörös hajával). A film dala, a Baby, Baby, Baby sikeres kislemez lett.
Vendégszerepelt televíziós műsorokban, például a Muppet Showban is.
Az 1980-as és 1990-es években a Thiele Amsterdam kiadónál számos albumot rögzített, köztük Bessie Smith, Louis Armstrong, Fats Waller és Irving Berlin számaival. Olyan dzsessz-óriásokkal készültek lemezei, mint Count Basie, Duke Ellington, Dizzy Gillespie, Earl Hines, Svend Asmussen és Bobby Hackett.  A Thiele Red Baron Records számára dolgozott Clark Terryvel, Nicholas Paytonnal, Ruby Braffal, Freddie Hubbarddal, Wynton Marsalisszal, Roy Hargrove-val, Sweets Edisonnal, Lew Soloffal, Terence Blanchard-ral, Yank Lawsonnal, Red Rodney-val, Dizzy Gillespie-vel.
1949-ben összeházasodott William  „Bill” Monahannal. Négy lányuk született: Kathleen, Susan, Megan és Michelle. A házasság  1972-ben felbomlott, röviddel azelőtt, hogy feleségül ment volna Bob Thiele-hez. Thiele 1996-ban meghalt. Brewer ezután soha többet nem készített lemezeket.

## Lemezei
- 680 dal Archiválva 2022. január 31-i dátummal a Wayback Machine-ben

## Díjak
- Hollywood Walk of Fame [7]
- 2007-ben bekerült a Hit Parade Hírességek Csarnokába. [8]

## Filmek
- Teresa Brewer az IMDb-n

## További információ
- Hivatalos oldal
- Teresa Brewer az Internet Movie Database-ben (angolul)
- Teresa Brewer a Rotten Tomatoeson (angolul)